# Allaxius princeps
Allaxius princeps is een tienpotigensoort uit de familie van de Axiidae. De wetenschappelijke naam van de soort is voor het eerst geldig gepubliceerd in 1880 door Boas.